# Mamutak
Mamutak, struś madagaskarski, epiornis, ptak-słoń (†Aepyornis maximus) – gatunek wymarłego nielotnego ptaka z rodziny mamutaków (Aepyornithidae).
Ten przedstawiciel megafauny mierzył 3 metry wysokości i ważył około 500 kg. Występował na moczarach Madagaskaru od plejstocenu do co najmniej 1000 roku. Nie wiadomo dokładnie, w którym stuleciu gatunek wyginął (przypuszczalnie między XIV a XVII wiekiem), wiadomo jednak, że mamutaki żyły współcześnie z ludźmi, a ich jaja były dla ludzi pokarmem. Jedynymi pozostałościami po tych ptakach są szkielety i resztki jaj. Opowieści o tych ptakach mogły mieć wpływ na Księgę tysiąca i jednej nocy, gdzie pojawiają się ruki, olbrzymie sępy zdolne pochwycić i unieść w powietrze słonia.
Mamutaki składały największe jaja, których wymiary dochodziły do 34 cm długości, 1 m obwodu oraz do 10 kg masy, co czyni je rekordzistami w świecie współczesnych zwierząt. Jest to równowartość 5 lub 6 jaj strusia afrykańskiego lub około 160 jaj kurzych.
Jajo mamutaka mierzące 32 cm długości i 70 cm w obwodzie można zobaczyć na wystawie „Świat zwierząt” w Muzeum Przyrodniczym Uniwersytetu Wrocławskiego.

## Galeria

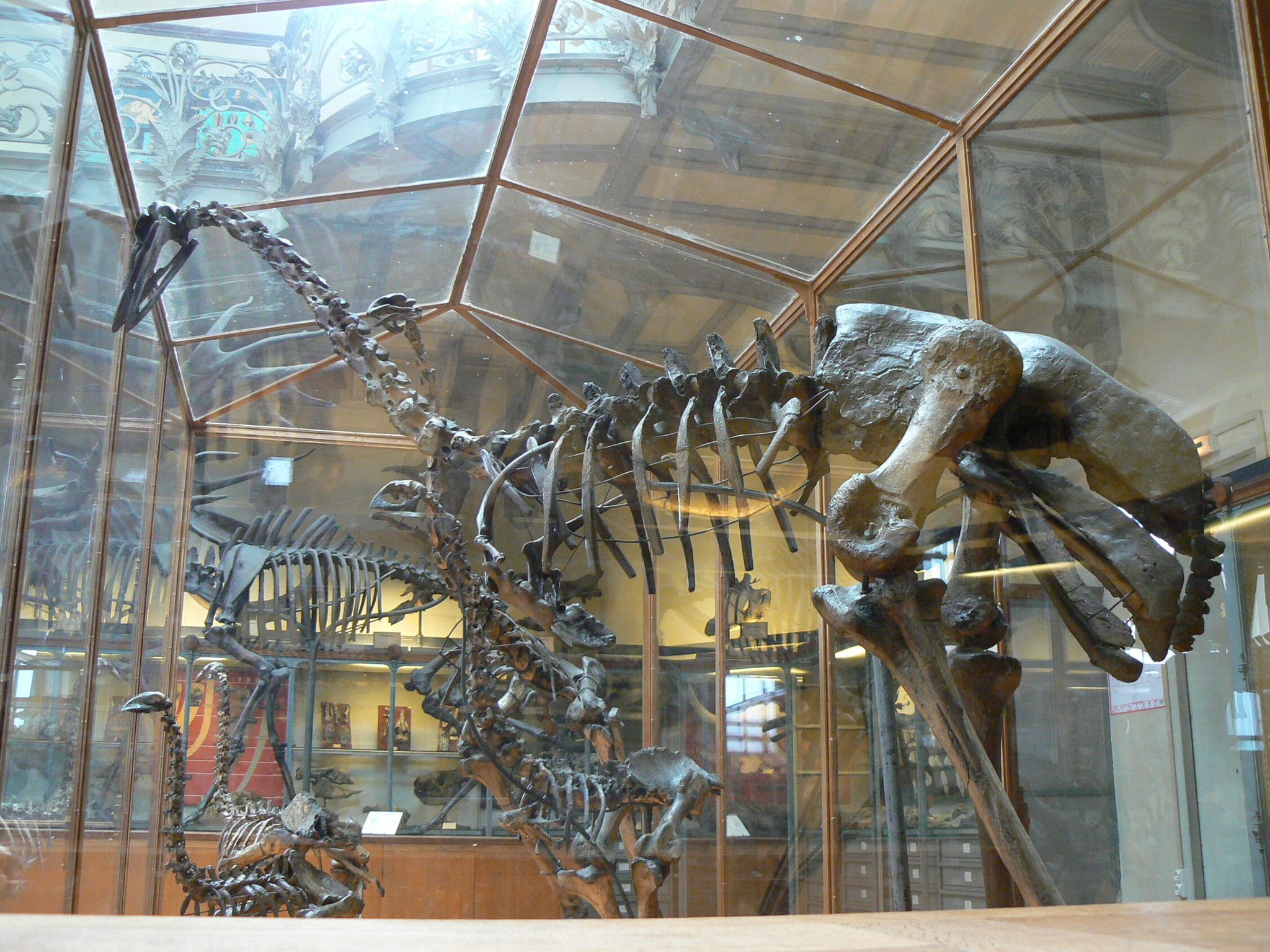
Szkielet mamutaka w Muzeum Historii Naturalnej w Paryżu
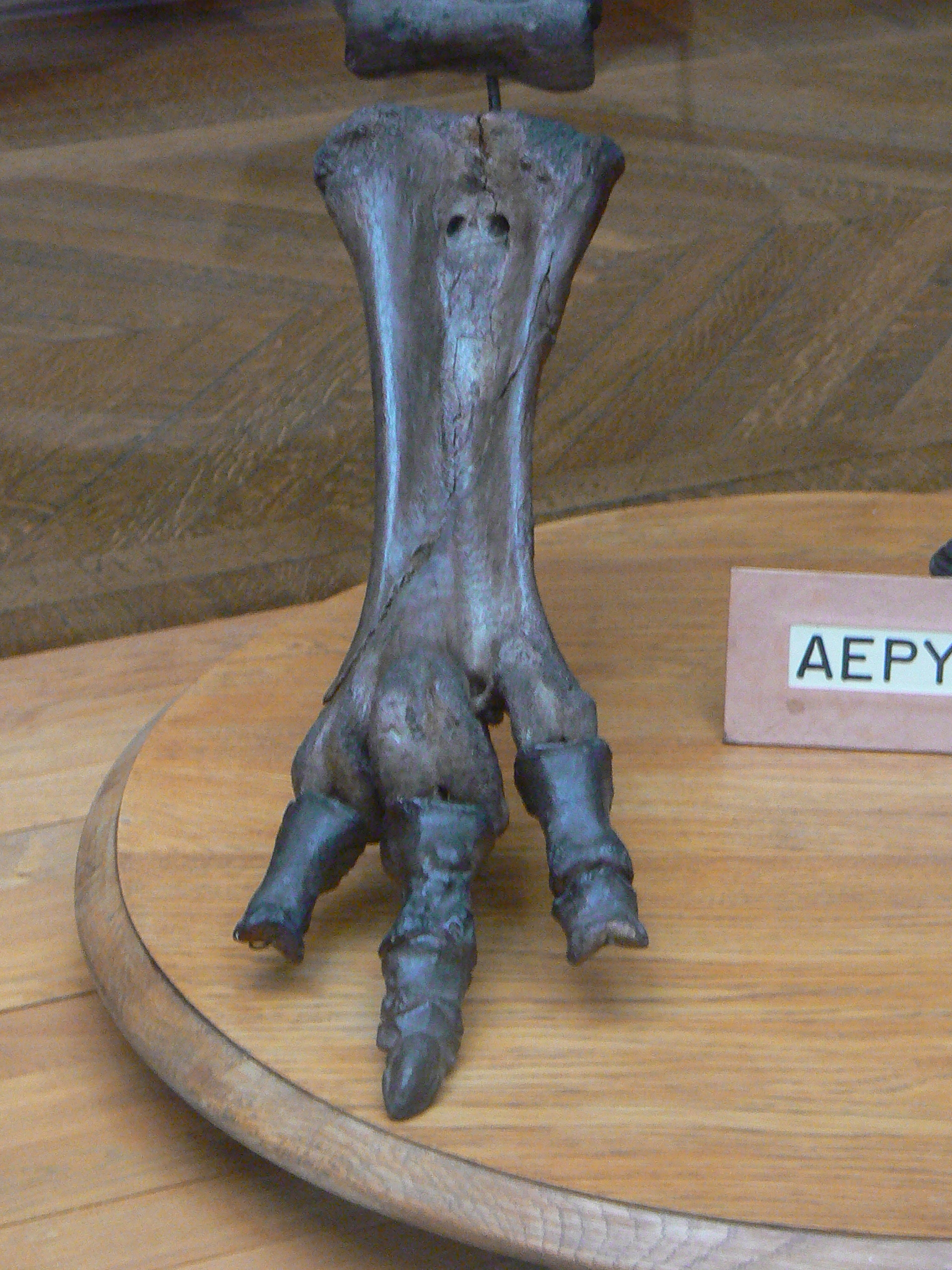
Łapa mamutaka
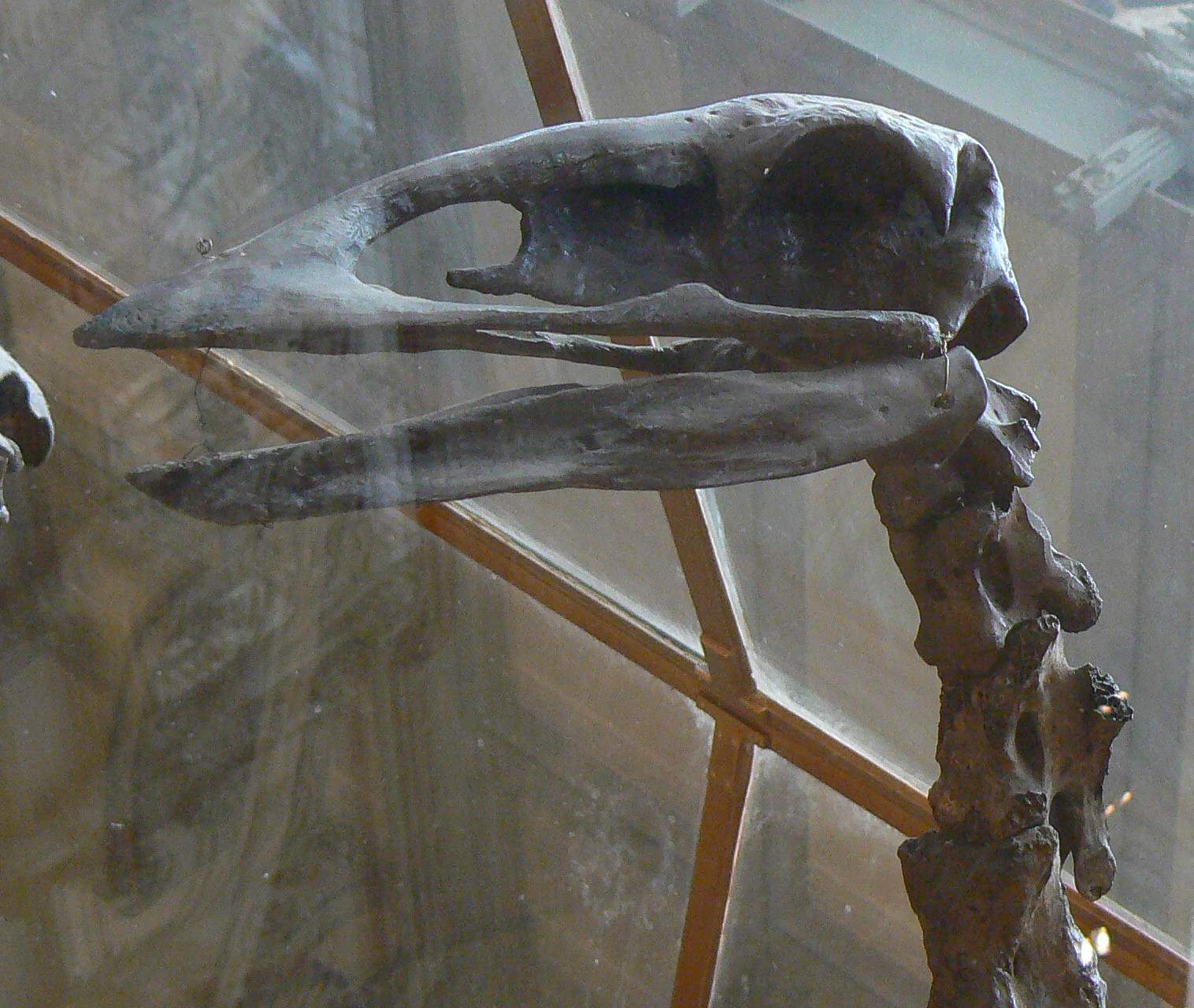
Czaszka mamutaka
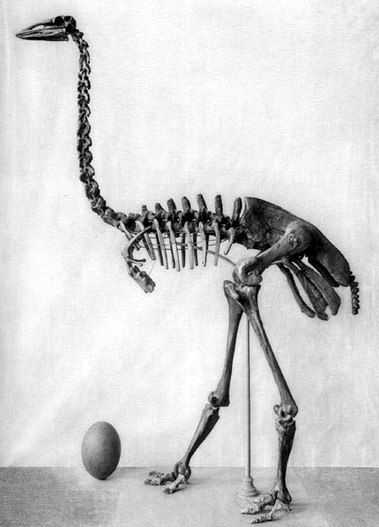